# Драхош, Бела
Бела Драхош (венг. Drahos Béla; род. 14 апреля 1955, Капошвар) — венгерский флейтист и дирижёр.

## Биография
Неполных девяти лет впервые выступил с городским оркестром, в 1971 году занял второе место на международном юношеском конкурсе «Концертино Прага» (уступив лишь Марине Ворожцовой). В 1973—1978 годах учился в Музыкальной академии имени Ференца Листа.
Ещё студентом в 1976 году поступил флейтистом в Симфонический оркестр Венгерского радио, в составе которого играл до 1993 года. Одновременно постепенно изучал дирижирование, закончив дирижёрское образование в мастер-классе Карла Эстеррайхера в Вене (1991). Дебютировал как дирижёр в 1992 году концертом из произведений Людвига ван Бетховена. В том же году организовал и возглавил камерный оркестр «Симфония Николауса Эстерхази», с которым осуществил множество записей для звукозаписывающей фирмы Naxos — в том числе полное собрание симфоний Бетховена и девять альбомов с симфониями Йозефа Гайдна. Среди записей Драхоша как флейтиста наибольшее значение имеют концерты Антонио Вивальди и сонаты Карла Филиппа Эммануэля Баха. Кроме того, под руководством Драхоша записан ряд саундтреков, в том числе к компьютерным играм Hitman 2: Silent Assassin и Hitman: Blood Money.
Он также работал с австрийской гитаристкой Йоханной Байштайнер и с венгерским композитором Робертом Гуйей.

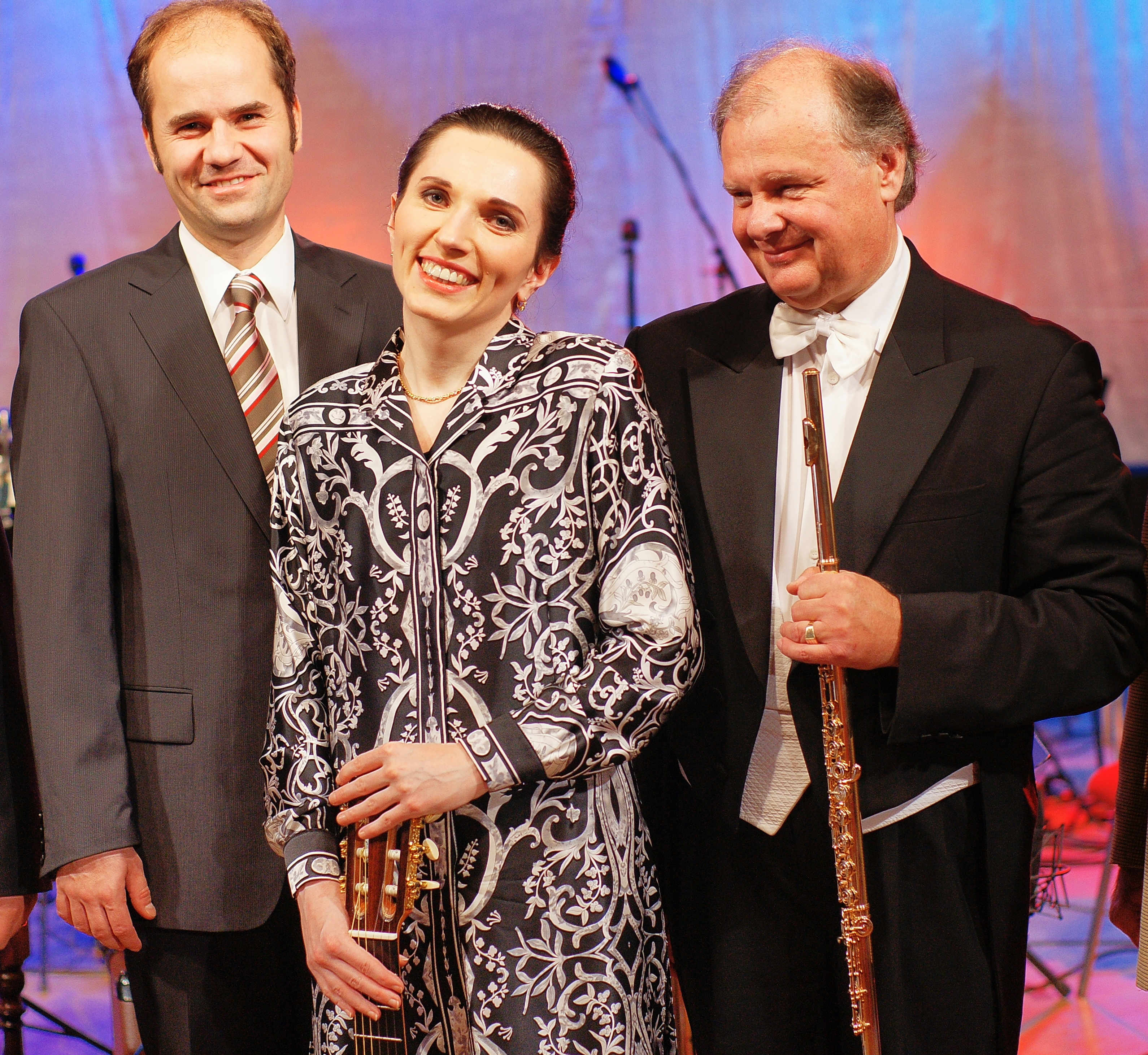
Австрийская гитаристка Йоханна Байштайнер, венгерский композитор Роберт Гуйя (слева) и венгерский дирижер и флейтист Бела Драхош в Будапеште в 2009 году